# Проект «Могол»
Проект «Могол» («Великий Могол», англ. Project Mogul; иногда называемый операция «Могол», Operation Mogul) — совершенно секретный проект Военно-воздушных сил США, связанный с использованием микрофонов на летающих на большой высоте воздушных шарах, основная цель которых — обнаружение на дальних дистанциях звуковых волн от проводимых Советским Союзом испытаний атомных бомб. 

## История
Проект проводился с 1947 года до начала 1949 года, и был достаточно успешным, но очень дорогим и был заменён сетью сейсмических детекторов и пробами воздуха на наличие радиоактивных осадков, которые были дешевле, более точны и проще для развёртывания и управления.
Проект «Могол» был предложен Морисом Юингом, который ранее исследовал глубоководный акустический канал в океане и предположил, что подобный акустический канал существует в верхних слоях атмосферы: на определённой высоте, где давление воздуха и температура являются причиной минимальной скорости звука, такой, что акустическая волна распространяется и сохраняется в таком канале благодаря преломлению. В проекте использовалось множество шаров, несущих платформу с микрофонами и радиопередатчиками, для ретрансляции сигналов на землю. Этим руководил Джеймс Пиплз (James Peoples), которому помогал Альберт Крэри (англ. Albert P. Crary).
Одно из требований к шарам было, чтобы они находились на относительно постоянной высоте довольно продолжительный период времени. Таким образом, нужно было разработать приборы для поддержания постоянной высоты, такие как датчики давления для сброса балласта.
Первые баллоны для «Могола» состояли из большого количества латексных метеорологических шаров, однако они были вскоре заменены огромными пластиковыми шарами из полиэтилена. Они были более прочными, менее подвержены утечке гелия, а также лучше поддерживали постоянную высоту, чем предыдущие латексные шары. Контроль постоянной высоты и полиэтиленовые шары были двумя главными новшествами проекта «Могол».
Проект «Могол» был предшественником программы «Скайхук», связанной с воздушными шарами, которая началась в конце 1940 года, так же как и две другие разведывательные программы, предназначенные для облёта и фотографического наблюдения за Советским Союзом в середине 1950-х годов: проект «Моби Дик» и проект «Генетрикс». Полёты шпионских воздушных шаров поднимали бури протеста со стороны Советского Союза. Шары с постоянной высотой полёта также использовались для научных целей, таких как эксперименты с космическим излучением.
Отголоски экспериментального инфразвукового обнаружения ядерных испытаний проекта «Могол» сейчас существуют в наземных датчиках, части так называемой системы геофизического измерения и анализа сигналов (Geophysical MASINT). В 2013 году эта всемирная сеть звуковых датчиков зафиксировала большой взрыв Челябинского метеорита в России. Сила звуковой волны использовалась для оценки масштаба взрыва.

## Розуэлльский инцидент
Летом 1947 года воздушный шар проекта «Могол» разбился в пустыне недалеко от Розуэлла, штат Нью-Мексико. Последующее военное сокрытие истинной природы шара и будоражащие теории заговора любителей НЛО привели к ставшему широко известным происшествию с НЛО.